# Martin Kistler

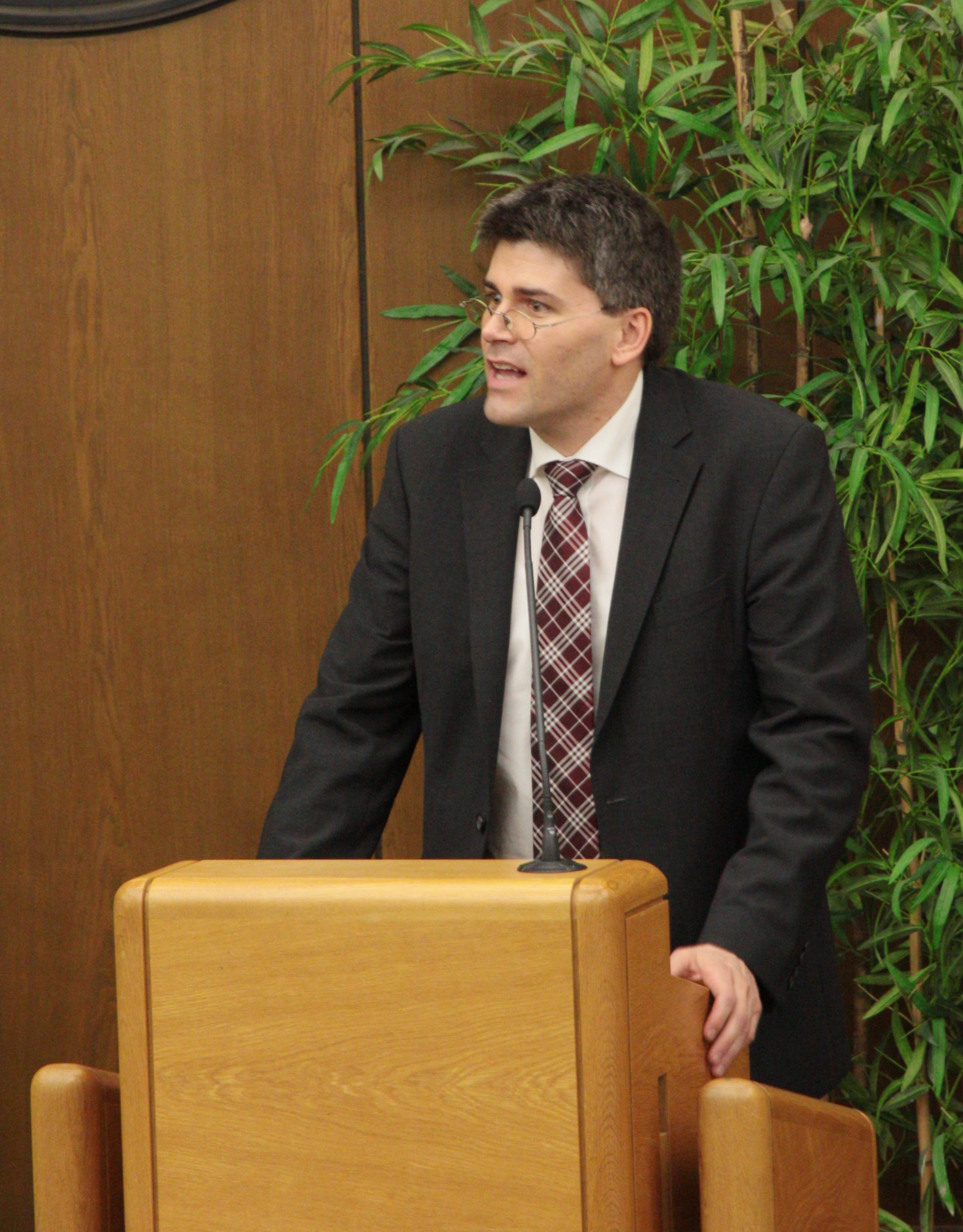
Martin Kistler während seiner Dankesrede vor dem Waldshuter Kreistag am 4. Juni 2014

Martin Andreas Kistler (* 23. April 1976 in Heidelberg) ist seit September 2014 Landrat des Landkreises Waldshut.

## Leben
Martin Kistler studierte in Freiburg und Basel Rechtswissenschaften und absolvierte sein Referendariat im Landgerichtsbezirk Waldshut, wo er auch sein zweites Staatsexamen ablegte. Seine Dissertation wurde im Dezember 2005 von der juristischen Fakultät der Universität Basel angenommen. Im Sommer 2006 trat er einer Waldshuter Anwaltskanzlei bei.
Im Sommer 2010 wurde Kistler zum Vorsitzenden des SKM-Betreuungsvereines gewählt. Seit 2023 ist er zudem Vorsitzender des Dachverbands der Dialekte Baden-Württemberg.
Bei den Kommunalwahlen im Jahr 1999 wurde Kistler zum ersten Mal in den Gemeinderat von Dogern gewählt, in dem er Mitglied in der Fraktion der Freien Wähler ist. Von 2004 bis 2014 war Kistler auch Bürgermeisterstellvertreter in Dogern. Von 2009 bis 2014 war Kistler im Kreistag vertreten und schloss sich dort der FDP-Fraktion an.
Am 4. Juni 2014 wurde er mit 26 von 48 Stimmen (20 Stimmen für Amtsinhaber Tilman Bollacher und 2 Enthaltungen) von den Kreisräten im dritten Wahlgang für acht Jahre zum Landrat gewählt und trat am 1. September 2014 die Nachfolge von Tilman Bollacher an. Am 2. Juni 2022 wurde er mit 41 von 45 Stimmen für eine zweite Amtszeit wiedergewählt.